# 细胞识别
细胞识别是指細胞對同種細胞、異種細胞、同源細胞、異源細胞的識別現象。细胞识别的作用部位位於細胞膜，细胞通过其表面的糖鏈參與識別作用。